# Aleksandr Vasilyevich Belenov
Bản mẫu:Eastern Slavic name
Aleksandr Vasilyevich Belenov (tiếng Nga: Александр Васильевич Беленов; sinh ngày 13 tháng 9 năm 1986) là một cầu thủ bóng đá người Nga thi đấu ở vị trí thủ môn cho F.K. Ufa.

## Sự nghiệp

### FC Salyut Belgorod
Anh ra mắt chuyên nghiệp tại Russian Second Division năm 2004 cho FC Salyut-Energia Belgorod. There anh thi đấu for seven years.

### F.K. Spartak Moskva
Năm 2010, anh gia nhập F.K. Spartak Moskva. Vì ra sân ít nên anh rời khỏi đội bóng năm 2011.

### F.K. Kuban Krasnodar
Anh gia nhập F.K. Kuban Krasnodar với mức phí €350k. Anh nhanh chóng trở thành thủ môn số 1.

## Quốc tế
Anh lần đầu tiên được triệu tập vào Đội tuyển bóng đá quốc gia Nga thi đấu giao hữu trước Hoa Kỳ vào ngày 15 tháng 11 năm 2012.

## Danh hiệu cá nhân
- Danh sách top 33 cầu thủ ở giải bóng đá Nga: #3 (2013/14).

## Thống kê sự nghiệp

### Câu lạc bộ
Tính đến 13 tháng 5 năm 2018
| Câu lạc bộ             | Mùa giải            | Giải vô địch                | Giải vô địch | Giải vô địch | Cúp     | Cúp       | Châu lục | Châu lục  | Khác    | Khác      | Tổng cộng | Tổng cộng |
| Câu lạc bộ             | Mùa giải            | Hạng đấu                    | Số trận      | Bàn thắng    | Số trận | Bàn thắng | Số trận  | Bàn thắng | Số trận | Bàn thắng | Số trận   | Bàn thắng |
| ---------------------- | ------------------- | --------------------------- | ------------ | ------------ | ------- | --------- | -------- | --------- | ------- | --------- | --------- | --------- |
| FC Salyut Belgorod     | 2004                | PFL                         | 2            | 0            | 1       | 0         | –        | –         | –       | –         | 3         | 0         |
| FC Salyut Belgorod     | 2005                | PFL                         | 6            | 0            | 0       | 0         | –        | –         | –       | –         | 6         | 0         |
| FC Salyut Belgorod     | 2006                | FNL                         | 10           | 0            | 1       | 0         | –        | –         | –       | –         | 11        | 0         |
| FC Salyut Belgorod     | 2007                | FNL                         | 6            | 0            | 2       | 0         | –        | –         | –       | –         | 8         | 0         |
| FC Salyut Belgorod     | 2008                | FNL                         | 26           | 0            | 2       | 0         | –        | –         | –       | –         | 28        | 0         |
| FC Salyut Belgorod     | 2009                | FNL                         | 20           | 0            | 1       | 0         | –        | –         | –       | –         | 21        | 0         |
| FC Salyut Belgorod     | 2010                | FNL                         | 19           | 0            | 0       | 0         | –        | –         | –       | –         | 19        | 0         |
| FC Salyut Belgorod     | Tổng cộng           | Tổng cộng                   | 89           | 0            | 7       | 0         | 0        | 0         | 0       | 0         | 96        | 0         |
| F.K. Spartak Moskva    | 2010                | Giải bóng đá ngoại hạng Nga | 1            | 0            | 0       | 0         | 0        | 0         | –       | –         | 1         | 0         |
| F.K. Spartak Moskva    | 2011–12             | Giải bóng đá ngoại hạng Nga | 0            | 0            | 0       | 0         | 0        | 0         | –       | –         | 0         | 0         |
| F.K. Spartak Moskva    | Tổng cộng           | Tổng cộng                   | 1            | 0            | 0       | 0         | 0        | 0         | 0       | 0         | 1         | 0         |
| F.K. Kuban Krasnodar   | 2011–12             | Giải bóng đá ngoại hạng Nga | 24           | 0            | 0       | 0         | –        | –         | –       | –         | 24        | 0         |
| F.K. Kuban Krasnodar   | 2012–13             | Giải bóng đá ngoại hạng Nga | 30           | 0            | 3       | 0         | –        | –         | –       | –         | 33        | 0         |
| F.K. Kuban Krasnodar   | 2013–14             | Giải bóng đá ngoại hạng Nga | 30           | 0            | 0       | 0         | 10       | 0         | –       | –         | 40        | 0         |
| F.K. Kuban Krasnodar   | 2014–15             | Giải bóng đá ngoại hạng Nga | 30           | 0            | 4       | 0         | –        | –         | –       | –         | 34        | 0         |
| F.K. Kuban Krasnodar   | 2015–16             | Giải bóng đá ngoại hạng Nga | 29           | 0            | 2       | 0         | –        | –         | 2       | 0         | 33        | 0         |
| F.K. Kuban Krasnodar   | Tổng cộng           | Tổng cộng                   | 143          | 0            | 9       | 0         | 10       | 0         | 2       | 0         | 164       | 0         |
| F.K. Anzhi Makhachkala | 2016–17             | Giải bóng đá ngoại hạng Nga | 17           | 0            | 0       | 0         | –        | –         | –       | –         | 17        | 0         |
| F.K. Ufa               | 2016–17             | Giải bóng đá ngoại hạng Nga | 10           | 0            | 1       | 0         | –        | –         | –       | –         | 11        | 0         |
| F.K. Ufa               | 2017–18             | Giải bóng đá ngoại hạng Nga | 30           | 0            | 0       | 0         | –        | –         | –       | –         | 30        | 0         |
| F.K. Ufa               | Tổng cộng           | Tổng cộng                   | 40           | 0            | 1       | 0         | 0        | 0         | 0       | 0         | 41        | 0         |
| Tổng cộng sự nghiệp    | Tổng cộng sự nghiệp | Tổng cộng sự nghiệp         | 290          | 0            | 17      | 0         | 10       | 0         | 2       | 0         | 319       | 0         |